# 日通乡
日通乡（藏語：རེ་ཐོང་，威利转写：re thong）是中国西藏自治区昌都市卡若区下辖的一个乡，位于区境中北部、扎曲河流域，317国道南北过境，平均海拔3300米，是一个传统农业乡。全镇总面积546.76平方千米，2000年人口4143人。日通是藏区著名的藏医药中心，设有日通藏医药研制中心。境内有旅游景点谷窝普熔洞。
2008年，日通乡下辖12个村委会：果吉村、温达村、布妥村、达东村、尼追村、香达村、冻多村、肖堆村、瓦列村、列沙村、日通村、雄达村。